# Embrylex et ses évolutions
Embrylex et ses évolutions, Ymphect et Tyranocif, sont trois espèces de Pokémon de deuxième génération.

## Création

### Conception graphique
Nintendo et Game Freak n'ont pas évoqué les sources d'inspiration de ces Pokémon. Néanmoins, certains fans avancent qu' Embrylex pourrait être basé sur le kaiju Minilla, et Ymphect son œuf. Tyranocif, quant à lui, aurait l'apparence de Godzilla en raison de son air de dinosaure carnivore et de ses épines dorsales.

## Description
Il a sur le ventre un losange rouge avec deux stries et deux trous noirs de chaque côté. (source: pokepedia.fr )

### Tyranocif
Tyranocif est un Pokémon de type roche et ténèbres, extrêmement puissant et bagarreur, il n'hésitera pas à détruire une montagne afin d'y placer son nid, il arpente sans cesse les montagnes afin de chercher de nouveaux adversaires à terrasser. Très massif, il ne craint que très peu les attaques physiques.

## Apparitions

### Jeux vidéo
Embrylex, Ymphect et Tyranocif apparaissent dans série de jeux vidéo Pokémon. D'abord en japonais, puis traduits en plusieurs autres langues, ces jeux ont été vendus à plus de 200 millions d'exemplaires à travers le monde.

### Série télévisée et films
La série télévisée Pokémon ainsi que les films sont des aventures séparées de la plupart des autres versions de Pokémon et mettent en scène Sacha en tant que personnage principal. Sacha et ses compagnons voyagent à travers le monde Pokémon en combattant d'autres dresseurs Pokémon.